# Willem Grasdorp
Willem Grasdorp (Zwolle, 15 oktober 1678 - Amsterdam, begr. 28 mei 1723) was een Nederlands kunstschilder, actief in het begin van de 18e eeuw. Hij vervaardigde stillevens, met name met bloemen en vruchten.

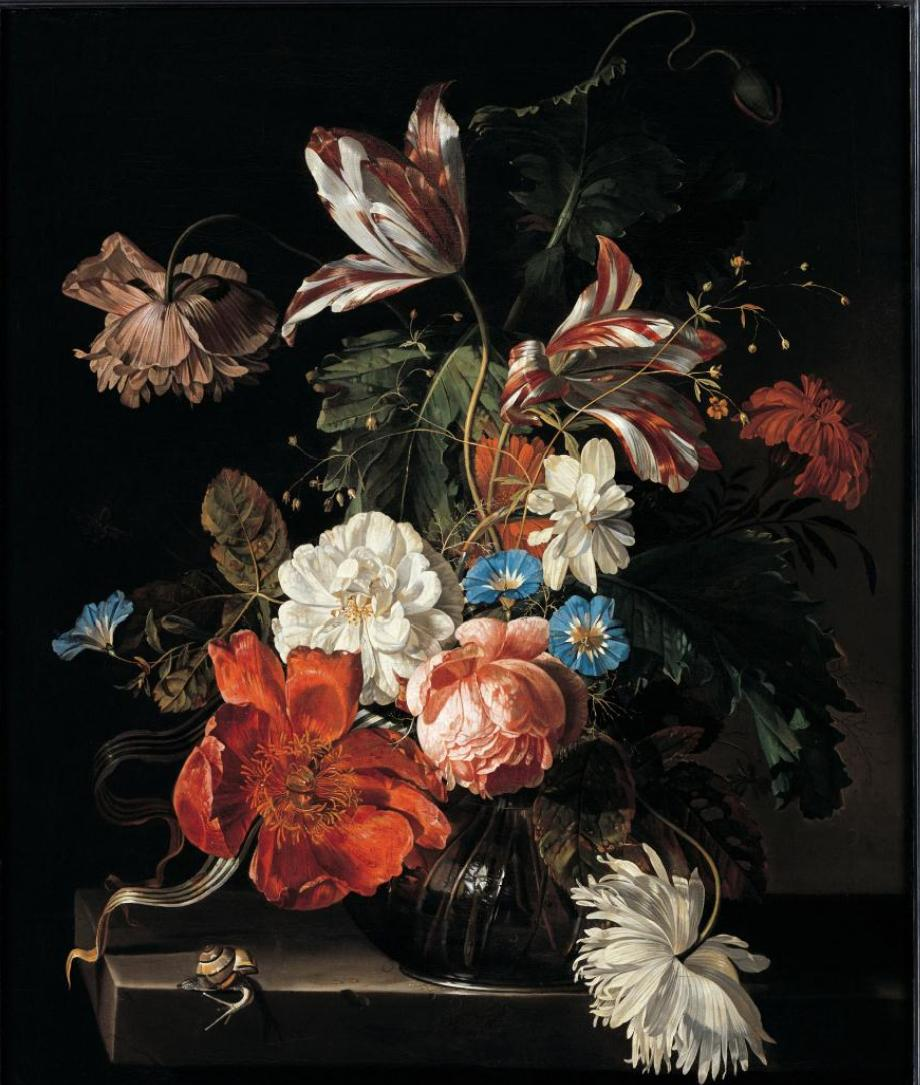
stilleven

Grasdorp was een zoon van de Zwolse landschapsschilder Jan Grasdorp (1642 - 1686). Deze was ook zijn eerste leermeester. Na het overlijden van zijn vader trok Willem Grasdorp naar Amsterdam. Hier ging hij voor een periode van drie jaar in de leer bij de stillevenschilder Ernst Stuven. Hier leidde hij geruime tijd een zwaar bestaan, aangezien de agressieve Stuven de jongeman ernstig mishandelde. In zijn boek De groote schouburgh der Nederlantsche konstschilders en schilderessen geeft Arnold Houbraken een uitgebreid en levendig verslag van de gebeurtenissen, die uiteindelijk leidden tot Stuvens arrestatie.
De jonge Willem Grasdorp volgde niettemin in zijn meesters voetsporen en werd een bekwaam stillevenschilder. Hij overleed op 45-jarige leeftijd in Amsterdam.